# Мері Лікі

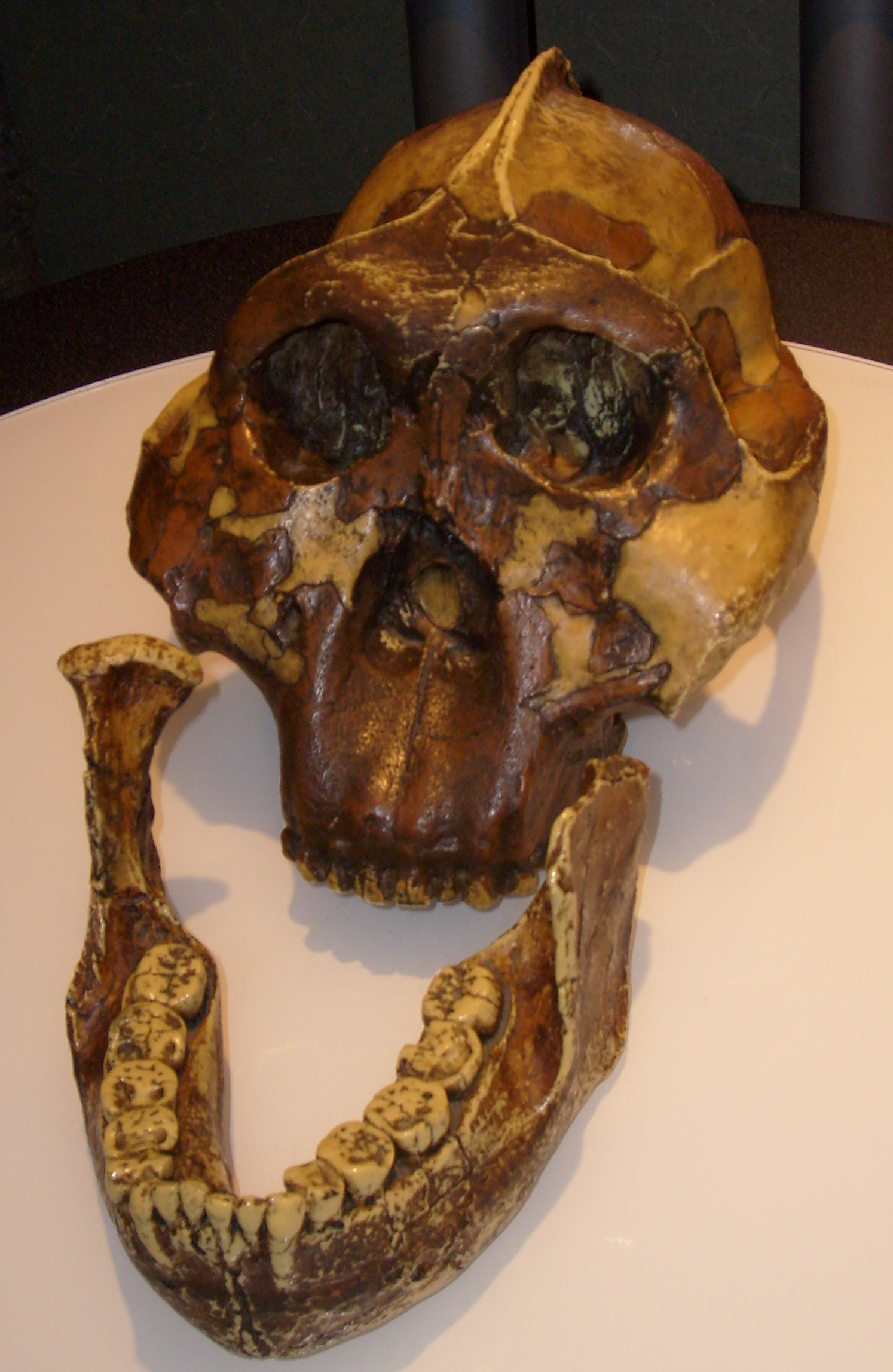
Муляж щелепи Paranthropus boisei, знайденого Мері Лікі в 1959

Мері (Марі) Дуглас Лікі (англ. Mary Douglas Leakey, 6 лютого 1913, Лондон — 9 грудня 1996, Найробі) — британський і кенійський антрополог та археолог, дружина й соратник Луїса Лікі.

## Біографія
Прямий нащадок першого британського фахівця з доісторичної епохи Джона Фріра (1740—1807), народилася 6 лютого 1913 року в Лондоні. Отримала неофіційну підготовку археолога, брала участь у розкопках. 1933 року в Лондоні зустріла свого майбутнього чоловіка і разом з ним почала пошук решток предків сучасної людини в Африці. У 1959 році виявила в Олдовайській ущелині рештки зинджантропа, які згодом рекласифіковано як череп Paranthropus boisei.
Іншою важливою знахідкою Лікі стала щелепа з Лаетолі — місцевості, розташованої за 40 км від ущелини Олдувай. Ця особина була названа австролопітеком афарським (Australopithecus afarensis). У 1976—1978 роках у Лаетолі було знайдено затверділі відбитки ступень трьох гомінідів, які залишили сліди в м'якому вулканічному попелі понад 3 650 000 років тому, що стало найдавнішим свідченням прямоходіння.

## Вшанування пам'яті
Google 6 лютого 2013 року відзначила святковим логотипом (Doodle) 100-річчя з дня народження Мері Лікі. Традиційний логотип Google на головній сторінці пошуковика був замінений на зображення вченої. Зображені на задньому фоні скелі складаються у букви, які складають назву компанії Google.

## Родина Лікі
|  |  | Фріда Аверн | Фріда Аверн | Фріда Аверн | Фріда Аверн | Фріда Аверн | Фріда Аверн |  |  | Луїс Лікі | Луїс Лікі | Луїс Лікі | Луїс Лікі | Луїс Лікі  | Луїс Лікі  |            |            | Мері Нікол  | Мері Нікол  | Мері Нікол  | Мері Нікол  | Мері Нікол         | Мері Нікол         |                    |                    |                    |                    |                  |                  |                  |                  |  |  |               |               |               |               |               |               |  |  |            |            |            |            |            |            |  |  |
|  |  | Фріда Аверн | Фріда Аверн | Фріда Аверн | Фріда Аверн | Фріда Аверн | Фріда Аверн |  |  | Луїс Лікі | Луїс Лікі | Луїс Лікі | Луїс Лікі | Луїс Лікі  | Луїс Лікі  |            |            | Мері Нікол  | Мері Нікол  | Мері Нікол  | Мері Нікол  | Мері Нікол         | Мері Нікол         |                    |                    |                    |                    |                  |                  |                  |                  |  |  |               |               |               |               |               |               |  |  |            |            |            |            |            |            |  |  |
|  |  |             |             |             |             |             |             |  |  |           |           |           |           |            |            |            |            |             |             |             |             |                    |                    |                    |                    |                    |                    |                  |                  |                  |                  |  |  |               |               |               |               |               |               |  |  |            |            |            |            |            |            |  |  |
|  |  |             |             |             |             |             |             |  |  |           |           |           |           |            |            |            |            |             |             |             |             |                    |                    |                    |                    |                    |                    |                  |                  |                  |                  |  |  |               |               |               |               |               |               |  |  |            |            |            |            |            |            |  |  |
|  |  | Колін Лікі  | Колін Лікі  | Колін Лікі  | Колін Лікі  | Колін Лікі  | Колін Лікі  |  |  | Мів Еппс  | Мів Еппс  | Мів Еппс  | Мів Еппс  | Мів Еппс   | Мів Еппс   |            |            | Річард Лікі | Річард Лікі | Річард Лікі | Річард Лікі | Річард Лікі        | Річард Лікі        |                    |                    | Маргарет Кроппер   | Маргарет Кроппер   | Маргарет Кроппер | Маргарет Кроппер | Маргарет Кроппер | Маргарет Кроппер |  |  | Джонатан Лікі | Джонатан Лікі | Джонатан Лікі | Джонатан Лікі | Джонатан Лікі | Джонатан Лікі |  |  | Філіп Лікі | Філіп Лікі | Філіп Лікі | Філіп Лікі | Філіп Лікі | Філіп Лікі |  |  |
|  |  | Колін Лікі  | Колін Лікі  | Колін Лікі  | Колін Лікі  | Колін Лікі  | Колін Лікі  |  |  | Мів Еппс  | Мів Еппс  | Мів Еппс  | Мів Еппс  | Мів Еппс   | Мів Еппс   |            |            | Річард Лікі | Річард Лікі | Річард Лікі | Річард Лікі | Річард Лікі        | Річард Лікі        |                    |                    | Маргарет Кроппер   | Маргарет Кроппер   | Маргарет Кроппер | Маргарет Кроппер | Маргарет Кроппер | Маргарет Кроппер |  |  | Джонатан Лікі | Джонатан Лікі | Джонатан Лікі | Джонатан Лікі | Джонатан Лікі | Джонатан Лікі |  |  | Філіп Лікі | Філіп Лікі | Філіп Лікі | Філіп Лікі | Філіп Лікі | Філіп Лікі |  |  |
|  |  |             |             |             |             |             |             |  |  |           |           |           |           |            |            |            |            |             |             |             |             |                    |                    |                    |                    |                    |                    |                  |                  |                  |                  |  |  |               |               |               |               |               |               |  |  |            |            |            |            |            |            |  |  |
|  |  |             |             |             |             |             |             |  |  |           |           |           |           | Луїза Лікі | Луїза Лікі | Луїза Лікі | Луїза Лікі | Луїза Лікі  | Луїза Лікі  |             |             | Еммануель де Мерод | Еммануель де Мерод | Еммануель де Мерод | Еммануель де Мерод | Еммануель де Мерод | Еммануель де Мерод |                  |                  |                  |                  |  |  |               |               |               |               |               |               |  |  |            |            |            |            |            |            |  |  |
|  |  |             |             |             |             |             |             |  |  |           |           |           |           | Луїза Лікі | Луїза Лікі | Луїза Лікі | Луїза Лікі | Луїза Лікі  | Луїза Лікі  |             |             | Еммануель де Мерод | Еммануель де Мерод | Еммануель де Мерод | Еммануель де Мерод | Еммануель де Мерод | Еммануель де Мерод |                  |                  |                  |                  |  |  |               |               |               |               |               |               |  |  |            |            |            |            |            |            |  |  |

## Вибрана бібліографія
- Олдовайська ущелина: розкопки в горизонтах I і II (Olduvai Gorge, vol. 3, Excavations in Beds I and II, 1971)
- Олдовайська ущелина: мої пошуки давньої людини (Olduvai Gorge: My Search for Early Man, 1979)
- Зникаюче африканське мистецтво (Africa's Vanishing Art, 1983).

## Ресурси Інтернету
- Anthropology Biography Web: Mary Leakey
- Leakey Foundation
- Лікі / / Онлайн-енциклопедія «Кругосвіт».